# Poecilochaetus
Bei der Gattung Poecilochaetus, die gleichzeitig die monogenerische Familie Poecilochaetidae bildet, handelt es sich um Vielborster (Polychaeta), die in Meeren weltweit als Detritusfresser vom Küstensaum bis in die Tiefsee zu finden sind.

## Merkmale
Die Vielborster der Gattung Poecilochaetus haben ein Paar Palpen mit Wimperrinnen, nach vorn ragende Borsten, die einen „Kopfkäfig“ bilden, und flaschenförmige, hinter den Borsten sitzende Lappen an den zweiästigen Parapodien. Das Prostomium ist vorn abgeschnitten und trägt ventral eine einzelne Mittelantenne, an der Papillen sitzen. Die drei Nuchalorgane haben die Form dreier nach hinten gerichteter fingerförmiger Lappen. Das Peristomium besteht lediglich aus Lippen, an denen die Palpen sitzen. Das erste Segment ähnelt den folgenden Segmenten, kann jedoch etwas größer sein, und die Parapodien und Borsten ragen nach vorn. Dorsale und ventrale Cirren fehlen. Die Kiemen sind als abgeflachte Strukturen der Parapodien ausgebildet. Am Pygidium sitzen zahlreiche Cirren. Die Tiere haben keine Aciculae. Sämtliche Borsten sind einfach, können aber federförmig, modifiziert kapillarförmig oder als dicke Stacheln ausgeprägt sein.

## Verbreitung und Lebensraum
Die Ringelwürmer der Gattung Poecilochaetus sind weltweit in warmen temperierten Meeren verbreitet, doch sind 3 Arten aus der Tiefsee bekannt. Die Tiere leben in feinen, weichen Sedimentböden.

## Entwicklungszyklus
Die Vielborster der Gattung Poecilochaetus sind getrenntgeschlechtlich. Ihr Fortpflanzungsverhalten ist bisher nicht bekannt, wenn auch äußere Befruchtung vermutet wird. Die Larven leben, soweit bekannt, lange Zeit als Plankton.

## Lebensweise
Über die Lebensweise der Poecilochaetidae ist wenig bekannt. Die Tiere leben im Sediment in selbst gegrabenen U-förmigen Gängen, die sie mit Schleim auskleiden und in denen sie einen Wasserstrom aufrechterhalten. Sie ernähren sich als Filtrierer oder weiden Detritus von der Substratoberfläche ab, wozu sie ihre oberhalb der Sedimentoberfläche gehaltenen Palpen verwenden. Die an diesen befindlichen Wimperrinnen befördern die Nahrungspartikel zum Mund. Die Wohnröhren einer Art werden von kommensalischen Krabben der Familie Pinnotheridae bewohnt.

## Systematik
Die 1875 von René-Édouard Claparède erstbeschriebene Gattung Poecilochaetus wurde zunächst zur Familie Spionidae und 1897 von Félix Mesnil in die Familie Disomidae gestellt, die wiederum 1963 von Marian Hope Pettibone auf Grund einer Homonymie des Namens Disoma den neuen Namen Trochochaetidae erhielt, doch errichtete Lennart Hannerz 1956 eine eigene Familie Poecilochaetidae mit dieser einzigen Gattung.

### Arten
Zur Gattung Poecilochaetus werden folgende 31 Arten gezählt:
- Poecilochaetus australis Nonato, 1963
- Poecilochaetus bermudensis Hartman, 1965
- Poecilochaetus bifurcatus Imajima, 1989
- Poecilochaetus clavatus Imajima, 1989
- Poecilochaetus elongatus Imajima, 1989
- Poecilochaetus exmouthensis Hartmann-Schröder, 1980
- Poecilochaetus fauchaldi Pilato & Cantone, 1976
- Poecilochaetus fulgoris Claparède in Ehlers, 1875
- Poecilochaetus gallardoi Pilato & Cantone, 1976
- Poecilochaetus granulatus Imajima, 1989
- Poecilochaetus hystricosus Mackie, 1990
- Poecilochaetus ishikariensis Imajima, 1989
- Poecilochaetus japonicus Kitamori, 1965
- Poecilochaetus johnsoni Hartman, 1939
- Poecilochaetus koshikiensis Miura, 1988
- Poecilochaetus magnus Imajima, 1989
- Poecilochaetus martini Brantley, 2009
- Poecilochaetus modestus Rullier, 1965
- Poecilochaetus multibranchiatus Leon-Gonzalez, 1992
- Poecilochaetus paratropicus Gallardo, 1968
- Poecilochaetus perequensis Santos & Mackie, 2008
- Poecilochaetus polycirratus Santos & Mackie, 2008
- Poecilochaetus serpens Allen, 1904
- Poecilochaetus spinulosus Mackie, 1990
- Poecilochaetus tokyoensis Imajima, 1989
- Poecilochaetus trachyderma Read, 1986
- Poecilochaetus tricirratus Mackie, 1990
- Poecilochaetus trilobatus Imajima, 1989
- Poecilochaetus tropicus Okuda, 1937
- Poecilochaetus vietnamita Gallardo, 1968
- Poecilochaetus vitjazi Levenstein, 1962